# Teresa Rabal
María Teresa Rabal Balaguer (Barcelona, 5 de noviembre de 1951) es una actriz, cantante y presentadora de televisión española. Es la cantante que más discos infantiles ha vendido en España con un total de siete millones.

## Biografía
Hija de los actores Francisco Rabal y Asunción Balaguer, y tía de Liberto Rabal, desde sus primeros años se ve rodeada de un ambiente artístico que le permite debutar en el cine con tan sólo nueve años de la mano de Luis Buñuel en la película Viridiana (1961).
En 1967 se incorpora a la Compañía de teatro de Carlos Larrañaga y María Luisa Merlo, y debuta en un escenario con la obra Vidas privadas (1970), de Noël Coward, a la que seguirían, en años sucesivos, Strato Jet 991, dirigida por Fernando Fernán Gómez; Ninette y un señor de Murcia, de Miguel Mihura; La Celestina, de Fernando de Rojas o La Malcasada de Lope de Vega.
A principios de los años setenta inicia una discreta carrera cinematográfica, que la lleva a intervenir en una quincena de títulos entre 1969 y 1976, entre los que figuran La leyenda del alcalde de Zalamea (1972), de Mario Camus; Un casto varón español (1973), de Jaime de Armiñán o Ambiciosa (1975), de Pedro Lazaga.
Tras contraer matrimonio el 1 de mayo de 1977 con el cantante, músico y compositor Luis Eduardo Rodrigo Espinosa, se aparta de la gran pantalla, a la que sólo volvería en tres ocasiones: Esperando a papá (1980), de Vicente Escrivá, la película infantil Loca por el circo (1982) de Luis María Delgado y Muerte súbita (2002), de Pablo Guerrero. Fue muy popular en los '70.
Apartada del cine, su carrera como actriz continua en televisión, y en la época dorada de los dramáticos de TVE interpreta numerosos papeles en espacios como Estudio 1 y Novela. También realiza alguna incursión teatral, como la obra Las orejas del lobo (1980), de Santiago Moncada.
En 1980 publica su primer disco destinado al público infantil y en los años siguientes vuelca su carrera profesional hacia los más pequeños, y estrena 24 discos larga duración que llegan a vender un millón y medio de copias, haciendo famosas canciones como Veo Veo o Me pongo de pie, compuestas por su marido.
Ese mismo año inicia una gira circense con El Circo de Teresa Rabal, con el que se mantiene durante más de una década.
En 1990, tras la llegada de las televisiones privadas, Teresa Rabal es contratada por Antena 3 para sustituir a Rita Irasema en el programa infantil La Guardería, en el que permanece hasta 1993. Ese año pasa a Telecinco, donde presenta durante una temporada La casa de la guasa, junto a Kike Supermix.
En 1995 crea los Premios Veo Veo, que pretenden fomentar las actividades culturales entre los niños y desde ese año hasta el 2010 cada año se celebran los festivales nacional, regional e internacional Veo Veo, además de estar al frente de la Fundación Teresa Rabal, de ayuda a la infancia.
En diciembre de 2009  Teresa decide poner en marcha de nuevo el circo, debutando en Murcia para las navidades y con El Nuevo Circo de Teresa Rabal comienza a recorrer toda la geografía española con un enorme éxito durante los años 2010, 2011, 2012, 2013 y 2014 Representando un nuevo espectáculo diferente cada año. 
El 22 de noviembre de 2011 publica nuevo disco titulado El circo de Teresa Rabal, éxitos de ayer grabados de nuevo, la primera tirada de copias del disco es todo un éxito y se agota en pocas semanas.[cita requerida]
A comienzos de 2017 actuó en Toledo durante varios días con su espectáculo para niños y padres.
Estuvo casada durante 40 años (1977-2017) con el folclorista, productor y autor Luis Eduardo Rodrigo Espinosa, más conocido artísticamente como Eduardo Rodrigo, quien la ayudó enormemente en su carrera profesional. Tiene tres nietos, Paula, Susana y Luis los tres de su hijo Luis.
Vive en Collado Mediano, un pueblo de la sierra de Madrid.

## Filmografía
- Tin & Tina (2023)
- A pesar de todo (2019)
- Loca por el circo (1982)
- Esperando a papá (1980)
- Call Girl: La vida privada de una señorita bien (1976)
- Colorín colorado (1976)
- Ambiciosa (1976)
- Los buenos días perdidos (1975)
- El asesino no está solo (1975)
- Matrimonio al desnudo (1974)
- Un casto varón español (1973)
- Le Complot (1973)
- La leyenda del alcalde de Zalamea (1973)
- Bianco, rosso e... (1972)
- Los días de Cabirio (1971)
- Les Pétroleuses (1971)
- Españolas en París (1971)
- Goya, historia de una soledad (1971)
- Las gatas tienen frío (1970)
- Los desafíos (1969)
- Viridiana (1961)

## Cortometrajes
- Defuncionario (C) (2017)
- Muerte súbita (2002) Cortometraje

## Televisión

### Como actriz:
- La comedia musical española
  - Luna de miel en El Cairo (29 de octubre de 1985)
  - El sobre verde (24 de diciembre de 1985)
- Teatro estudio
  - El alcalde de Zalamea (12 de agosto de 1981)
- Mujeres insólitas
  - La segunda señora Tudor (8 de febrero de 1977)  Ana Bolena
- Ficciones
  - El beso de un vampiro (10 de junio de 1974)
- Los Libros
  - La fontana de oro (4 de febrero de 1974)
- Hora once
  - El músico ciego (24 de septiembre de 1973)
- Del dicho al hecho
  - El que a hierro mata, a hierro muere (26 de mayo de 1971)
- Novela
  - Los miserables (19 de abril de 1971)
  - Padres e hijos (15 de mayo de 1972)
  - La familia de Alvareda (1 de diciembre de 1975)  Rita 
  - La ilustre fregona (30 de octubre de 1978)  Constanza
- Estudio 1
  - El alcalde de Zalamea (26 de marzo de 1968)
  - Murió hace 15 años (2 de febrero de 1973)
  - Cuatro corazones con freno y marcha atrás (26 de septiembre de 1977)  Valentina 
  - Antígona (2 de febrero de 1978)  Antígona 
  - Como las hojas (12 de octubre de 1978)  Ninnele 
  - La idiota (24 de enero de 1979)
  - La fierecilla domada (21 de marzo de 1979)  Catalina 
  - Los ladrones somos gente honrada (4 de noviembre de 1979)
  - Delito en la Isla de las Cabras (9 de marzo de 1980)

### Series
- - Curro Jiménez Temporada 1 (1976)
  - Derecho a Soñar (2019)
  - señoras del Hampa Temporada 2 (2020)
  - Mira lo que has hecho  Temporada 3 (2020) ** ,, La caja de arena [],, Temporada 1 (2023)

### Como presentadora:
- La Guardería (1990-1993), en Antena 3.
- Se busca una estrella (1993), en Antena 3.
- La casa de la guasa (1993-1994), en Telecinco.
- Bravo, bravísimo (1993-1994), en Telecinco.
- Muévete (1994), en Telecinco.
- Premios Veo Veo (1995-2009), en Forta y TVE.
- La nave de la alegría (1993), en Telecinco.
- Mazapán (1984), en TVE.
- La factoría

### Como cantante:
- Soy Gigi | Tú eres el hombre (RCA, 1973). Sencillo.
- Yo te quiero, Pablo | Señorito altivo (RCA, 1973). Sencillo.
- Tú sabes porque te quiero | Andar (RCA, 1975). Sencillo.
- Ven y acércate más (Belter, 1976).
- Una cigarra llamada Teresa (Belter, 1978).
- Veo Veo (Movieplay, 1980).
- Los cuentos de Teresa Rabal (Movieplay, 1981).
- De oca a oca (Movieplay, 1981).
- Loca por el circo (B.S.O. de la película de título homónimo) (Movieplay, 1982).
- Por favor (Teleac, 1983).
- Yo quiero a... ¡Te..re..sa! (Fonomusic, 1983).
- ¡Can-Can! (Fonomusic, 1984).
- País de las estrellas (Fonomusic, 1985). Recopilatorio que incluye tema inédito, Angeloso.
- Luna de miel en El Cairo (Hispavox, 1985). B.S.O. de la revista musical española adaptada para TVE y protagonizada por la propia Teresa.
- ¡Fantástica! (Fonomusic, 1985).
- ¡Ynadamás! (Fonomusic, 1986).
- Vuela con Teresa Rabal (Hispamusic, 1987).
- Navidad... A tope! (Hispamusic, 1988). Recopilatorio que incluye tema inédito, Navidad a tope.
- Diga, diga-me... (Hispamusic, 1989).
- Por otros diez años (junto a Eduardo Rodrigo) (Hispamusic, 1989).
- ¡Qué lío lía (Hispamusic, 1991).
- Se busca una estrella (Hispamusic, 1992).
- Digamos a la vida sí (Hispamusic, 1993). En exclusiva para la DGT. No comercializado.
- ¡Oh chico, qué bueno que estás! (Hispamusic, 1993).
- Emmanuel, el musical (RTVE Música, 1996).
- Vuelve la tía Teresa (Hispamusic, 2004). Regrabación de sus éxitos infantiles.
- El circo de Teresa Rabal (Sony Music, 2011). Regrabación de sus éxitos infantiles.
- Las 3 de la tarde (Hispamusic, 2025).